# اعتمادات التعليم الإلكتروني
اعتمادات التعليم الإلكتروني (أو eLCs اختصارًا بالإنجليزية) كانت عبارة عن مبادرة حكومية في المملكة المتحدة تهدف إلى توفير الأموال للمدارس من أجل توفير موارد الوسائط المتعددة. وكان يحق لكل المدارس التي تحصل على التمويل من الحكومة من الحضانات وحتى المدارس الثانوية الحصول على اعتمادات التعليم الإلكتروني. وكان التخصيص في العام الدراسي 2007 - 2008 هو 1000 جنيه إسترليني لكل مدرسة وأكاديمية تديرها الحكومة؛ مما يتيح بشكل مباشر لكل حضانة أو مدرسة ابتدائية أو ثانوية حتى المرحلة الرئيسية الرابعة الإضافية ما مقداره 3.42 جنيهات إسترلينية لكل تلميذ يتراوح عمره بين 3 أعوام و15 عامًا. وقد كان ذلك هو التخصيص النهائي لاعتمادات التعليم الإلكتروني، حيث توقفت الاعتمادات الواردة عبر اعتمادات التعليم الإلكتروني مع نهاية شهر أغسطس من عام 2008.
ولم تكن اعتمادات التعليم الإلكتروني متاحة لشراء الأجهزة، مثل أجهزة الكمبيوتر وأجهزة العرض ولوحات الكتابة التفاعلية. بل كان هذا التمويل يستهدف دعم شراء مواد التعليم الرقمية. وقد كانت هناك سماحية محدودة في النظام تتيح إمكانية تضمين بعض العناصر الصغيرة غير المؤهلة بحسب البرنامج مثل الأدلة المطبوعة أو مكونات الأجهزة الصغيرة، التي كانت ضرورية لتوفير المنتج بشكل فعال في الفصول الدراسية.
ومنتج شركة مايكروسوفت الوحيد الذي كان يمكن شراؤه بموجب هذا النظام كان Encarta.
وقد تطورت اعتمادات التعليم الإلكتروني لتصبح منحة امتلاك التقنيات التي يتم توزيعها على المدارس من خلال السلطات المحلية. وهذه المنحة الرأسمالية، بالإضافة إلى الإرشاد المبدئي، يبدو أنهما كانا يشيران إلى أنه قد يتم منع موارد تتطلب اشتراكًا مثل www.educationcity.com من هذه المنحة. ومع ذلك، بعد الاطلاع على هذا المجال، أصدرت وكالة تقنيات الاتصالات للتعليم في بريطانيا (BECTA) إرشادات إنفاق سمحت باستخدام الأموال للموارد التي تتطلب اشتراكًا.

## وصلات خارجية
- Curriculum Online
- EducationCity.com
- BECTA